# Madonna z Dzieciątkiem, św. Elżbietą, małym Janem Chrzcicielem i św. Katarzyną
Madonna z Dzieciątkiem, św. Elżbietą, małym Janem Chrzcicielem i św. Katarzyną – obraz olejny na płótnie włoskiego malarza Paola Veronesego z 1565–1570 roku, znajdujący się w zbiorach Timken Museum of Art w San Diego.
Paolo Veronese namalował obraz przedstawiający Matkę Bożą z Dzieciątkiem Jezus i grupą świętych w latach 1565–1570. Jest to scena rodzajowa namalowana farbami olejnymi na płótnie. Obraz ma wymiary 103,8 x 158,1 cm. Siedząca Madonna z Jezusem na kolanach przedstawieni zostali w centralnej części. Na lewo od nich mały św. Jan Chrzciciel i siedząca przy kołysce św. Elżbieta. Na prawo od Maryi z Dzieciątkiem, klęcząca tyłem do widza św. Katarzyna Aleksandryjska. Veronese użył bogatej gry świateł i doskonale zrównoważył ciepłe i chłodne barwy. Obraz oznaczony został numerem katalogowym: 1956:001 (Timken Museum of Art). W latach 1925–1926 prezentowany był w Londynie (Burlington Fine Arts Club), zaś w latach 1956–1965 w National Gallery of Art w Waszyngtonie. Fundacja Putnamów zakupiła dzieło Veronesego od prywatnego kolekcjonera w 1956 roku. Od 1965 stanowi własność kolekcji Timken Museum of Art w San Diego.